# Fußball-Verbandspokal 1998/99
Über den Fußball-Verbandspokal 1998/99 wurden die Teilnehmer der 21 Landesverbände des DFB am DFB-Pokal 1999/2000 ermittelt. Die Sieger der Verbandspokale waren zur Teilnahme an der ersten Runde des DFB-Pokals berechtigt. Der mitgliederstärkste Verband Bayern entsendete zusätzlich den unterlegenen Finalisten. Somit qualifizierten sich 22 Amateurvereine über die Verbandspokale für den nationalen Pokalwettbewerb.

## Endspielergebnisse
Die Tabelle gibt eine Übersicht über die Verbandspokal-Endspiele der Saison 1998/99. Die Abkürzungen hinter den Vereinsnamen stehen für die Spielklassenzugehörigkeit der gleichen Saison: RL = Regionalliga, OL = Oberliga, VL = Verbandsliga, LL = Landesliga.
| Verbandspokal-Endspiele (Saison 1998/99) |                              |                                  |                                  |                      |
| Verband | Pokal                        | Sieger                           | Finalist                         | Ergebnis             |
| Baden | BFV-Hoepfner-Cup             | 1. FC Pforzheim (OL)             | SV Waldhof Mannheim (RL)         | 3:1 n. V.            |
| Bayern 1 | BFV-Pokal                    | TSV 1860 Rosenheim (LL)          | SpVgg Landshut (OL)              | 2:1                  |
| Berlin | Paul-Rusch-Pokal             | BFC Dynamo (RL)                  | Türkspor Berlin (VL)             | 4:1                  |
| Brandenburg | FVB-Pokal                    | SV Babelsberg 03 (RL)            | Eisenhüttenstädter FC Stahl (RL) | 5:2                  |
| Bremen | Roland-Pokal                 | SV Werder Bremen (Amateure) (RL) | FC Oberneuland (OL)              | 2:0                  |
| Hamburg | Toto-Pokal                   | 1. SC Norderstedt (RL)           | Hamburger SV (Amateure) (RL)     | 2:1 n. V.            |
| Hessen | HFV-Pokal                    | SV Darmstadt 98 (OL)             | Borussia Fulda (RL)              | 4:0                  |
| Mecklenburg-Vorpommern | Mecklenburg-Vorpommern-Pokal | FC Schönberg 95 (OL)             | Eintracht Schwerin (OL)          | 2:1 n. V.            |
| Mittelrhein | FVM-Pokal                    | Alemannia Aachen (RL)            | TuS 08 Langerwehe 2 (OL)         | 2:0                  |
| Niederrhein | ARAG-Cup                     | Wuppertaler SV (RL)              | SuS 09 Dinslaken (OL)            | 3:2 n. V.            |
| Niedersachsen | NFV-Pokal                    | SV Meppen (RL)                   | Eintracht Braunschweig (RL)      | 2:0                  |
| Rheinland | Rheinlandpokal               | VfL Hamm/Sieg (OL)               | Eintracht Trier (RL)             | 2:0                  |
| Saarland | Saarlandpokal                | 1. FC Saarbrücken (RL)           | SC Halberg Brebach (OL)          | 5:1                  |
| Sachsen | Sachsenpokal                 | VFC Plauen (RL)                  | FC Erzgebirge Aue (RL)           | 0:0 n. V., 4:3 i. E. |
| Sachsen-Anhalt | Sachsen-Anhalt-Pokal         | VfL Halle 96 (OL)                | FC Anhalt Dessau (VL)            | 4:2                  |
| Schleswig-Holstein | SHFV-Pokal                   | VfB Lübeck (RL)                  | TSV Altenholz (OL)               | 3:0                  |
| Südbaden | SBFV-Pokal                   | FC Singen 04 (OL)                | FC 08 Villingen (VL)             | 1:0                  |
| Südwest | Südwestpokal                 | FK 03 Pirmasens (OL)             | Wormatia Worms (OL)              | 4:1                  |
| Thüringen | TFV-Pokal                    | FC Carl Zeiss Jena (RL)          | FSV Wacker 90 Nordhausen (OL)    | 3:1                  |
| Westfalen | Kronen-Pilsener-Pokal        | SC Verl (RL)                     | SC Paderborn 07 (RL)             | 2:1 n. V.            |
| Württemberg | WFV-Pokal                    | SSV Reutlingen 05 (RL)           | VfR Aalen (OL)                   | 2:1 n. V.            |
| 1 Aus dem Landesverband mit den meisten Herrenmannschaften im Spielbetrieb (Bayern) nahm zusätzlich der unterlegene Pokalfinalist teil. 2 Da Alemannia Aachen als Aufsteiger in die 2. Bundesliga bereits für den DFB-Pokal qualifiziert war, nahm auch der unterlegene Finalist TuS Langerwehe am DFB-Pokal teil. |                              |                                  |                                  |                      |

## Quelle
- Deutscher Sportclub für Fußball-Statistiken (Hrsg.): Die Regionalligen 1998/99, Wiefelstede, 1999, S. 229ff.